# Сумський державний університет
Су́мськи́й держа́вний університе́т (СумДУ) — заклад вищої освіти в Україні, розташований у Сумах.

## Опис
В університеті навчається близько 12 тисяч студентів на початковому, бакалаврському, магістерському, освітньо-науковому та науковому рівнях за 55 спеціальностями з 23 галузей знань. Здобувають освіту близько 1900 іноземних студентів із майже 50 країн світу.
Університет влючає навчально-наукові інститути: бізнесу, економіки та менеджменту; права; медичний; Конотопський та Шосткинський інститути; факультети: електроніки та інформаційних технологій, іноземної філології та соціальних комунікацій, технічних систем та енергоефективних технологій; Конотопський політехнічний та індустріально-педагогічний технікуми; Сумський машинобудівний і Шосткинський хіміко-технологічний коледжі, інші структурні підрозділи.
В університеті працює понад 3 тисячі співробітників, серед яких члени-кореспонденти НАН України, близько 150 докторів наук, професорів, близько 700 докторів філософії та кандидатів наук, доцентів, діють докторантура за 16 спеціальностями та аспірантура за 24 спеціальностями, спецради із захисту дисертацій.
За кількістю призових місць у Всеукраїнських конкурсах студентських наукових робіт СумДУ має найвищий показник, а за кількістю призових місць у Всеукраїнських олімпіадах з навчальних дисциплін, напрямів підготовки, спеціальностей знаходиться у лідерах серед вишів України.
Розвинена високотехнологічна бібліотечно-інформаційна система, яка містить понад 3 мільйони примірників на паперових носіях, електронну бібліотеку, що має доступ до найвідоміших електронних інформаційних баз світового інформаційного простору. Бібліотека університету — переможець Всеукраїнського конкурсу «Бібліотека року» у номінації «Великі бібліотеки» 2019 року.
Базою даних Web of Science Core Collection індексуються два наукових видання університету: «Маркетинг і менеджмент інновацій» («Marketing and Management of Innovations») та «Наноматеріали: властивості і застосування» («Nanomaterials: Applications and Properties»). Останній та «Журнал нано- та електронної фізики» («Journal of Nano- and Electronic Physics») також індексуються базою даних Scopus.
На базі університету діють TOEFL-центр, ресурсні та навчальні центри Microsoft, Cisco, PortaOne, Delcam, Netcracker, AMC Bridge, Siemens, SAS, MindK, Apptimized Operations, Brocoders та інші.
Розвивається 40 видів спорту, працює майже 100 спортивних секцій, спортивні команди вищої ліги та суперліги, понад 100 студентів є рекордсменами та призерами Олімпійських ігор, чемпіонатів світу, Європи, Всесвітніх зимових та літніх універсіад.
Студенти університету мають змогу розвивати та вдосконалювати свої творчі здібності у 16 гуртках художньої творчості та клубах за інтересами. Це вокальні, інструментальні, джазові ансамблі, рок-гурти, танцювальні колективи, драматичні гуртки, театр естрадних мініатюр, фольклорний ансамбль, літературно-творча майстерня та інші.
Підготовка бакалаврів та магістрів здійснюється у базовому ЗВО, а також на базі Конотопського та Шосткинського інститутів СумДУ за такими спеціальностями відповідних предметних областей:

#### Предметна область «Social Sciences»
- соціальні та поведінкові науки (психологія, економіка);
- соціальна робота;
- міжнародні економічні відносини;
- управління та адміністрування (маркетинг, облік і оподаткування; підприємництво, торгівля та біржова діяльність; фінанси, банківська справа та страхування; менеджмент);
- публічне управління та адміністрування;
- право;
- міжнародне право;
- журналістика;
- освіта/педагогіка (середня освіта(фізика), фізична культура і спорт);

#### Предметна область «Engineering and Technology»:
- інформаційні технології (комп'ютерні науки, кібербезпека);
- електроніка та телекомунікації (телекомунікації та радіотехніка, електроніка);
- автоматизація  та приладобудування (автоматизація  та комп'ютерно-інтегровані технології; мікро- та наносистемна техніка;
- метрологія та інформаційно-вимірювальна техніка);
- електрична інженерія (електроенергетика, електротехніка та електромеханіка; енергетичне  машинобудування; теплоенергетика);
- хімія та біоінженерія (хімія; біомедична інженерія, хімічні технології та інженерія);
- механічна інженерія (матеріалознавство, прикладна механіка, галузеве машинобудування);
- виробництво та технології (технології захисту навколишнього середовища);

#### Предметна область «Life Sciences and Medicine»
- охорона здоров'я (громадське здоров'я; медицина; педіатрія; стоматологія; фізична терапія, ерготерапія; медсестринство);

#### Предметна область «Natural Sciences»
- математика та статистика(прикладна математика);
- природничі науки (екологія);

#### Предметна область «Arts and Humanities»
- культура і мистецтво (менеджмент соціокультурної діяльності);
- гуманітарні науки (філологія);
- історія та археологія.

Наявність спектру спеціальностей за усіма предметними областями дозволяє класифікувати університет як багатопрофільний комплексний (comprehensive) заклад вищої освіти, згідно з методикою QS Classifications.

## Історія
Створення вищого навчального закладу політехнічного типу в Сумах пов'язане з розвитком Сумського машинобудівного заводу ім. М. В. Фрунзе. На той час більшість інженерних та керівних посад обіймали спеціалісти із середньою спеціальною освітою. саме тому в лютому 1948 р. спільним наказом союзних міністерств вищої освіти, машинобудування та приладобудування були закладені умови для створення при заводі навчально-консультаційного пункту (НКП) Московського заочного інституту металообробної промисловості (пізніше — Всесоюзний заочний машинобудівний інститут). подальшим кроком щодо реального створення навчального закладу став наказ по Сумському машинобудівному заводу ім. М. В. Фрунзе від 30 липня 1948 року.
Саме цей наказ і став точкою відліку історії навчального закладу. Очолив НКП випускник учительського інституту, ветеран війни, заступник начальника відділу кадрів підприємства В. І. Попов.
У серпні 1948 р. відбулося перше зарахування на 1-й курс.

Сумський державний університет у 2009 році.

У 1958 р., у зв'язку з організацією Українського заочного політехнічного інституту (УЗПІ), НКП переведений до його структури.
У травні 1960 р. на базі НКП створено Сумський загальнотехнічний факультет (ЗТФ) УЗПІ.
У 1966 р. Сумський загальнотехнічний факультет реорганізовану в Сумську філію Харківського політехнічного інституту. Першим директором філії призначено О. Г. Іноземцева.
Із 15 березня 1972 р. директором філії, згодом — ректор Сумського фізико-технологічного інституту, а з 1993 по 2004 р. ректором СумДУ працював І. О. Ковальов. Під його керівництвом філіїя ХПІ перетворилася на сучасний навчальний заклад із широким спектром науково-навчальної діяльності, розвинутою інфраструктурою, поглибленої гуманітарною складовою, що в подальшому й стало основою для створення університету класичного типу.
У 1981 р. філії передані від ВО «Хімпром» 2 корпуси технічного училища № 1 (нині — «Т» і «М»).
У 1984 р. завершено будівництво й уведено в експлуатацію головний 14-поверховий навчально-адміністративний корпус «Г». У 1988 р. — центральний корпус «Ц». У 1989 р. — 4-ий корпус бібліотеки.
У 1990 р. склалися умови для перетворення філії на сомостійний вищий навчальний заклад інженерно-технічного спрямування з ідеологією пріоритету фундаментальної складової підготовки фахівців.
Постановою Ради Міністрів УРСР № 299 від 08.10.1990 р. на базі Сумської філії ХПІ створено Сумський фізико-технологічний інститут (СФТІ).

У 1992 р. відбувся перший прийом студентів-медиків.

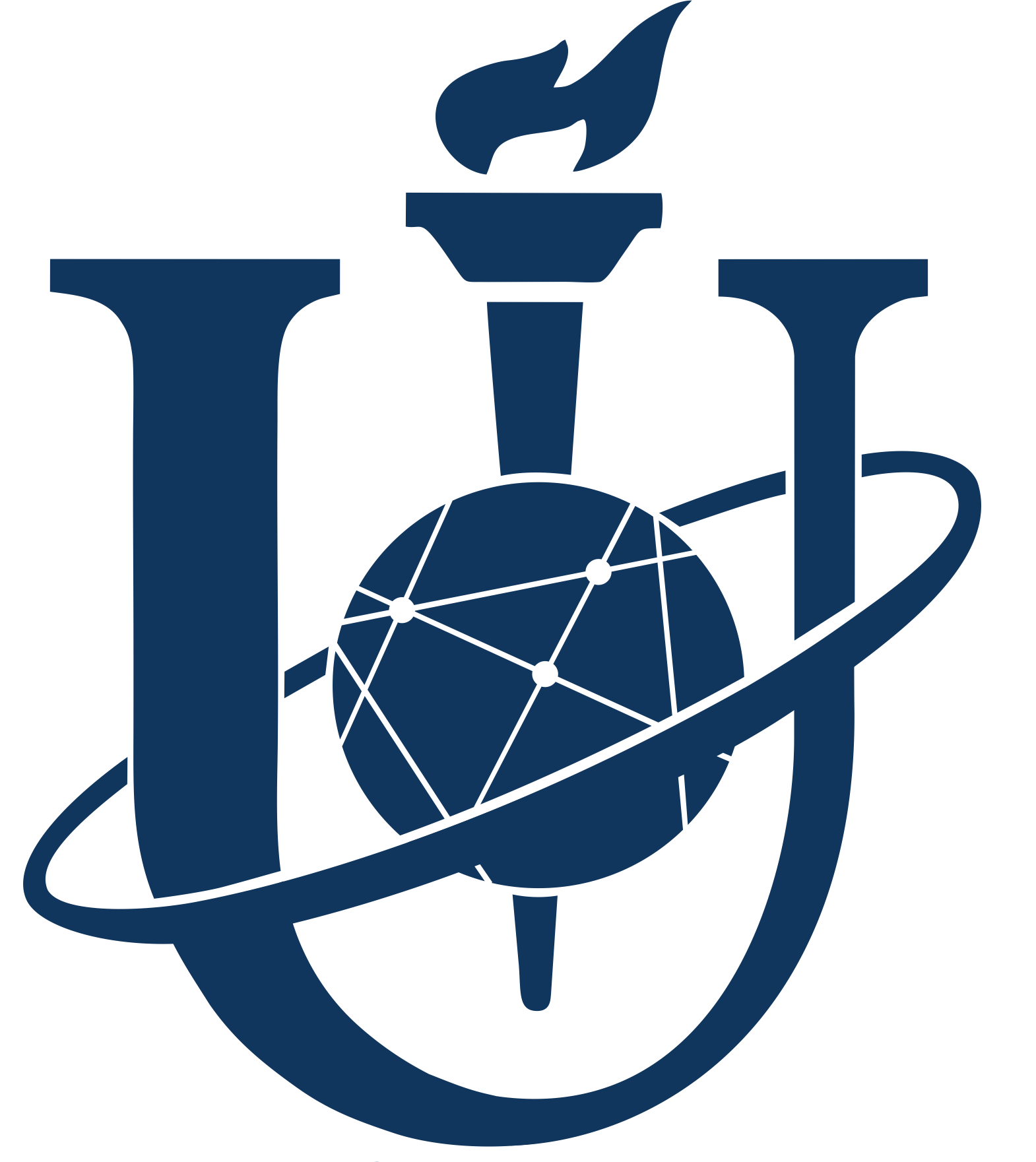
Логотип СумДУ

Постановою Кабінету Міністрів України № 646 від 13.08.1993 р. на базі СФТІ створено Сумський державний університет. Із 17 серпня 2004 р. університет очолює проф. Анатолій Васильович Васильєв, який із 1978 р. працював на посадах першого заступника директора філії, першого проректора СФТІ, СумДУ.
У 2014 р. університет на четвертій позиції серед вишів України ввійшов у групу ТОП-700 університетів світу одного з найпрестижніших світових рейтингів QS, що визначило СумДУ у групі лідерів українського освітньо-наукового простору.
23 грудня 2015 р. розпорядженням Кабінету Міністрів України № 1388-р Українська академія банківської справи реорганізована шляхом її приєднання до СумДУ.
У 2016—2018 рр. університет упевнено увійшов до групи лідерів українського науково-освітнього простору, визнаний найвідомішими міжнародними рейтингами QS, Times, Шанхайським як заклад вищої освіти з підвищеною науковою складовою.
У 2016 році відбулось приєднання до СумДУ Української академії банківської справи шляхом її реорганізації.
У 2018 році — Сумського державного науково-дослідного інституту мінеральних добрив та пігментів.
2 жовтня 2024 року на території СумДУ Сумської обласною радою було створено об'єкт природно-заповідного фонду Сумської області — Дуби біля озера Чеха.

## Структура

### Інститути
- Конотопський інститут СумДУ [Архівовано 16 серпня 2019 у Wayback Machine.].
- Шосткинський інститут СумДУ [Архівовано 18 квітня 2019 у Wayback Machine.].
- Медичний інститут СумДУ [Архівовано 18 квітня 2019 у Wayback Machine.].
- Навчально-науковий інститут бізнесу, економіки та менеджменту [Архівовано 16 квітня 2021 у Wayback Machine.].
- Навчально-науковий інститут права [Архівовано 10 квітня 2018 у Wayback Machine.].

### Факультети
- Іноземної філології та соціальних комунікацій(ІФСК). [Архівовано 1 вересня 2017 у Wayback Machine.]
- Технічних систем і енергоефективних технологій (ТеСЕТ). [Архівовано 4 жовтня 2011 у Wayback Machine.]
- Електроніки та інформаційних технологій (ЕлІТ). [Архівовано 10 квітня 2018 у Wayback Machine.]
- Факультети в Шосткинському [Архівовано 18 квітня 2019 у Wayback Machine.] та Конотопському [Архівовано 18 квітня 2019 у Wayback Machine.] інститутах.

### Центри
- Заочної, дистанційної та вечірньої форм навчання. [Архівовано 18 квітня 2019 у Wayback Machine.]
- Післядипломної освіти. [Архівовано 19 квітня 2019 у Wayback Machine.]
- Лінгвістичний навчально-методичний центр

### Департаменти
- Міжнародної освіти. [Архівовано 18 квітня 2019 у Wayback Machine.]
- Доуніверситетської підготовки. [Архівовано 18 квітня 2019 у Wayback Machine.]
- Кафедра військової підготовки [Архівовано 21 січня 2021 у Wayback Machine.]

### Коледжі та технікуми
- Машинобудівний коледж СумДУ [Архівовано 23 квітня 2018 у Wayback Machine.].
- Хіміко-технологічний коледж імені Івана Кожедуба (Шостка). [Архівовано 18 квітня 2019 у Wayback Machine.]

- Політехнічний технікум КІСумДУ. [Архівовано 2 листопада 2014 у Wayback Machine.]
- Індустріально-педагогічний технікум КІСумДУ. [Архівовано 2 листопада 2014 у Wayback Machine.]
- Шосткинський професійний ліцей СумДУ.

### Бібліотека
- Бібліотека Сумського державного університету [Архівовано 22 січня 2021 у Wayback Machine.]

## Кампуси
- Головний кампус СумДУ : «Ц-корпус», «Н-корпус», «Г-корпус», «ЕТ-корпус», «Б-корпус», «М-корпус», «ЛА-корпус», «Т-корпус» (вул. Римського-Корсакова, 2, Суми, Сумська область)
- Кампус медичного інституту СумДУ (вул. Санаторна, 31, місто Суми, Сумська область)
- Кампус машинобудівного коледжу СумДУ (проспект Тараса Шевченка, 17, Суми, Сумська область)
- Кампус конотопського інституту СумДУ (проспект Миру, 24, місто Конотоп, Сумська область)
- Кампус шосткинського інституту СумДУ (м. Шостка, вул. Інститутська, 1)
- Кампус ННІ БТ «УАБС» та ННІП : навчальний корпус № 1, навчальний корпус № 2, навчальний корпус № 3 (вулиця Петропавлівська, 57, Суми, Сумська область)

## Видатні викладачі та науковці
- ЧЛЕНИ-КОРЕСПОНДЕНТИ НАЦІОНАЛЬНОЇ АКАДЕМІЇ НАУК УКРАЇНИ: проф. Борисенко О. А.; проф. Суходуб Л. Ф.
- ЛАУРЕАТИ ПРЕМІЙ ЗАГАЛЬНОДЕРЖАВНОГО ЗНАЧЕННЯ
- Державна премія України в галузі науки і техніки: проф. Бондаренко Г. А.; проф. Борисенко О. А.; проф. Непийко С. О.; проф. Холін Б. Г.; доц. Якушко С. І.
- Державна премія України в галузі освіти: проф. Васильєв А. В.; проф. Довбиш А. С.; доц. Зубань Ю. О.; доц. Любчак В. О.
- Премія Ради Міністрів: проф. Холін Б. Г.
- НАГОРОДЖЕНІ ПОЧЕСНИМИ ГРАМОТАМИ ВЕРХОВНОЇ РАДИ УКРАЇНИ: проф. Васильєв А. В.; проф. Мельник А. Г.; Положій А. М.; доц. Топоров О. О.
- ПОЧЕСНІ ЗВАННЯ ЗАГАЛЬНОДЕРЖАВНОГО ЗНАЧЕННЯ
- Заслужені діячі науки і техніки: проф. Балацький О. Ф.; проф. Куліш В. В; проф. Марциновський В. А.; Мельник Л. Г.; проф. Олємской О. І.; проф. Проценко І. Ю.
- Заслужені працівники освіти України: Акуленко В. Л.; Антиков М. М.; Вареник М. І.; проф. Васильєв А. В.; Гаврилова О. С.; Калініченко В. Ф.; проф. Ковальов І. О.; проф. Трофименко П. Є.; Ярошенко С. П.
- Заслужений працівник середньої спеціальної школи — Михайлик Ю. Д.
- Заслужені економісти України: проф. Єпіфанов А. О.; проф. Сало І. В.
- Заслужені винахідники: доц. Пепеляєв І. О.; проф. Холін Б. Г.; доц. Швець С. В.
- Заслужений учитель України — Сенченко Л. І.
- Заслужені енергетики України: проф. Пляцук Л. Т.; Андронов О. М.
- Заслужені лікарі України: проф. Бойко В. І.; проф. Дужий І. Д.; доц. Кравець В. П.; проф. Красовицький З. Й.; проф. Потапов О. О.; доц. Сумцов Г, О, Кобилецький С. М.
- Заслужені працівники культури України: Гагаріна О. Я.; Петрина Н. О.
- Заслужений працівник культури і спорту України — доц. Берест Ю. К.
- Заслужений раціоналізатор України — доц. Баравий В. Т.
- Заслужений юрист України — проф. Куліш А. М.
- ПРЕМІЇ АКАДЕМІЇ НАУК УКРАЇНИ
- Національна премія України ім. О. О. Богомольця — проф. Атаман О. В.
- Премії НАН України ім. М. М. Крилова, ім. О. В. Погорєлова — проф. Борисенко О. А.
- Премія Академії медичних наук ім. В. Д. Тімакова — проф. Дьяченко А. Г.
- Премія Академії наук України ім. С. І. Пекара — проф. Олємской О. І.
- Премія Академії медичних наук України — проф. Рачинський І. Д.
- Премія НАН України для молодих учених: проф. Лєонов С. В.; доц. Олексіч Д. В.; проф. Савченко Т. Г.
- НАГОРОДЖЕНІ ПОЧЕСНИМИ ЗНАКАМИ МОН УКРАЇНИ
- Знаком «За наукові досягнення»: доц. Бріжатий О. В.; проф. Васильєв А. В.; проф. Карінцев І. Б.; проф. Козьменко С. М.; проф. Марциновський В. А.; н. с. Назаров М. С.; проф. Проценко І. Ю.; проф. Фильштинський Л. А.
- Знаком «А. С. Макаренко» — проф. Мозговий І. П.
- Знаком «Петра Могили»: проф. Єпіфанов А. О.; проф. Залога В. О.; проф. Сало І. В.; проф. Сікора В. З.; проф. Ткаченко О. Г.; проф. Швачко С. О.
- Знокам «Василь Сухомлинський» — доц. Шевченко С. М.
- ПОЧЕСНІ ЗВАННЯ ТА ЛАУРЕАТИ НЕДЕРЖАВНИХ ПРЕМІЙ
- Бондаренко О. О. — заслужений діяч естрадного мистецтва України;
- проф. Боронос В. М. — премія ім. академіка Г. Ф. Проскури;
- доц. Власенко В. М. — премія Фонду Воляників-Швабінських при Фундації Українського Вільного університету в Нью-Йорку; переможець Всеукраїнського конкурсу науково-пошукових робіт «Голодомор 1932—1933 рр. Україна пам'ятає»;
- доц. Звагельський В. Б. — премія Фонду Воляників-Швабінських при Фундації Українського Вільного університету в Нью-Йорку;
- доц. Козін Є. Г. — премія ім. академіка Г. Ф. Проскури
- проф. Мельник Л. Г. — премія ім. академіка Г. Ф. Проскури, ім. Анни і Петра Патик;
- Німенко Н. А. — премія Фонду Воляників-Швабінських при Фундації Українського Вільного університету в Нью-Йорку;
- Проценко О. М. — премія ім. П. П. Буднікова
- ПОЧЕСНІ ЗВАННЯ УНІВЕРСИТЕТУ
- Почесний ректор СумДУ — проф. Ковальов І. О.
- Почесний ректор УАБС — проф. Єпіфанов А. О.
- Заслужені професори: проф. Балацький О. Ф.; проф. Борисенко О. А.; проф. Васильєв А. В.; проф. Волков М. І.; проф. Воробйов Г. С.; проф. Врагов А. П.; проф. Євтушенко А. О.; проф. Залога В. О.; проф. Карінцев І. Б.; проф. Ковальов І. О.; проф. Кононенко М. Г.; проф. Маркевич В. Е.; проф. Марциновський В. А.; проф. Мельник Л. Г.;
- проф. Проценко І. Ю.; проф. Стороженко В. Я.; проф. Ткаченко О. Г.; проф. Фильштинський Л. А.; проф. Швачко С. О.
- Заслужені науково-педагогічні працівники: доц. Берест Ю. К.; доц. Боровий В. О.; доц. Гусак О. Г.; доц. Литвенеко Г. І.; доц. Любчак В. О.; проф. Карпіщенко О. І.; ст. викладач Руденко Л. Ф.; доц. Світайло Н. Д.; проф Черняк Л. М.; доц. Чурілова В. Є.
- Заслужені працівники — Положій А. М.

## Відомі випускники
- Атаманюк Роман Олександрович — солдат Збройних сил України.
- Братушка Олексій Сергійович — громадський діяч, учасник Євромайдану, герой «Небесної Сотні». Герой України.
- Булгаков Максим Олександрович — провідний соліст балету Національної оперети України, балетмейстер, актор, режисер.
- Бухарєв Владислав Вікторович — Народний депутат України VIII скликання, колишній перший заступник Голови Служби безпеки України — начальник Головного управління по боротьбі з корупцією та організованою злочинністю Центрального управління Служби безпеки України.
- Джіма Юлія Валентинівна — українська біатлоністка, чемпіонка Олімпійських ігор в Сочі, срібна призерка чемпіонату світу, переможниця та призерка етапів кубка світу з біатлону, чотириразова чемпіонка Європи в естафеті, призерка Кубка Європи з біатлону. Заслужений майстер спорту України.
- Івченко Владислав Валерійович — український письменник, журналіст.
- Коновалов Олександр Олександрович — інноватор, бізнесмен, засновник низки бізнес-проектів. CEO компанії TIW (Technologies Improving the World) www.tiw.ag. Основна діяльність компанії TIW — створення інновацій у таких сферах як комунікації, безпека, Інтернет речей, медицина.
- Лавошник Юрій Миколайович — капітан Збройних сил України.
- Лисенко Олександр Миколайович — український політик, міський голова Сум.
- Лісовенко Дмитро Іванович — солдат Збройних Сил України.
- Мішенін Євген Васильович — завідувач кафедри теоретичної та прикладної економіки Сумського національного аграрного університету, доктор економічних наук, професор, академік Лісівничої академії наук України, дійсний член Академії економічних наук України.
- Молоток Ігор Федорович — народний депутат України VII—VIII скликань.
- Рибалко Марина Владиславівна — українська письменниця.
- Усатенко Денис Олександрович — творець і редактор відомого в російському сегменті мережі сайту «Анекдотов.net».
- Цукренко Олег Вікторович — український музикант, журналіст. Фронтмен гурту «Хамерман Знищує Віруси».

## СумДУ в міжнародних рейтингах
- Сумський державний університет посідає перше місце серед університетів України та в 2022 році вперше увійшов до 401—500 кращих університетів світу згідно з оновленим рейтингом World University Rankings від авторитетного міжнародного агентства у галузі вищої освіти — Times Higher Education World University Rankings (THE). СумДУ отримав вищі оцінки за показниками академічної та дослідницької репутації, кількості та цитованості наукових публікацій в БД Scopus, інтернаціоналізації освітньої діяльності. Загальна кількість університетів, що потрапили в рейтинг THE World University Rankings склала 1799 закладів вищої освіти зі 104 країн та регіонів світу.
- За міжнародним рейтингом вищих навчальних закладів QS World University Rankings Сумський державний університет входить до топ-групи 701—750 провідних університетів світу, поділяє при цьому четверту-п'яту позицію серед українських закладів вищої освіти та класифікується як університет з високою дослідницькою продуктивністю. Рейтинг QS також визначив університет на позиції 101—150 серед «молодих» вишів світу, які «стрімко зростають».
- Сумський державний університет четвертий рік поспіль підтверджує лідерські позиції у рейтингу молодих університетів від QS та увійшов до відповідного рейтингу від Times Higher Education. Наразі СумДУ — єдиний представник України у цій категорії рейтингів.
- Сумський державний університет входить до каталогу кращих дослідницьких університетів світу від Шанхайського рейтингу.
- За даними міжнародного рейтингу Webometrics Ranking of World Universities СумДУ посідає 3 місце серед ЗВО України, а також займає високі позиції у європейському рейтингу U-Multirank, який визначив більшість показників навчальної, позанавчальної, міжнародної та інших сторін діяльності СумДУ такими, що перевищують середньосвітові значення.
- Університет є першим з українських ЗВО, що пройшов у 2014 році незалежний зовнішній аудит компанії QS та здобув найвищі оцінки (5 зірок) за кількісним та якісним складом викладачів, задоволеністю студентів якістю навчання, умовами та доступністю навчання, соціальною спрямованістю діяльності та E-learning.
- Згідно з міжнародним рейтингом SciMago Institutions Rankings Сумський державний університет входить до топ-250 університетів Центральної та Східної Європи.
- За версією міжнародного екологічного рейтингу UI GreenMetric Сумський державний університет входить до топ-250 університетів світу. СумДУ став першим українським університетом, який увійшов до цього екологічного рейтингу.
- За даними наукометричної бази Scopus за кількістю цитувань світовою науковою спільнотою публікацій вчених університету та індексом Гірша — СумДУ серед лідерів науково-освітянського простору України.
- За кількістю наукових та науково-педагогічних працівників, що мають п'ять і більше публікацій у виданнях, які індексуються базами даних Scopus та/або Web of Science Core Collection, у СумДУ — один з найвищих показників серед ЗВО України.
- За результатами дослідження, що публікує Webometrics, університет посідає 4 місце серед вишів України за цитованістю вчених в Google Scholar, репозитарій наукових робіт СумДУ посідає перше місце серед ЗВО України та входить до ТОП-40 найкращих інституційних репозитаріїв світу, згідно з Ranking Web of Repositories від Webometrics.
- Сумський державний університет має високі позиції за результатами консолідованого рейтингу вітчизняних університетів «Osvita.ua» та входить в трійку кращих університетів України згідно з рейтингом «ТОП-200 Україна 2020».
- За кількістю призових місць у Всеукраїнських конкурсах студентських наукових робіт СумДУ має найвищий показник, а за кількістю призових місць у Всеукраїнських олімпіадах з навчальних дисциплін, напрямів підготовки, спеціальностей знаходиться у лідерах серед вишів України.
- Масштабний дослідницький центр QS Quacquarelli Symonds оприлюднив щорічний рейтинг найкращих університетів Європи, Середньої Азії та країн, що розвиваються, на 2022 рік. До списку потрапив й Сумський державний університет який зайняв 122 місце.[6]

## Наукові видання
- «Маркетинг і менеджмент інновацій» («Marketing and Management of Innovations») [Архівовано 5 квітня 2019 у Wayback Machine.]
- «Наноматеріали: властивості і застосування» («Nanomaterials: Applications and Properties») [Архівовано 25 квітня 2019 у Wayback Machine.]
- «Журнал нано- та електронної фізики» («Journal of Nano- and Electronic Physics») [Архівовано 25 листопада 2020 у Wayback Machine.]
- «Журнал інженерних наук» («Journal of Engineering Sciences») [Архівовано 25 березня 2019 у Wayback Machine.]
- «Східноукраїнський медичний журнал» («Eastern Ukrainian Medical Journal»)
- Міжнародний науковий журнал «Механізм регулювання економіки» («Mechanism of Economic Regulation») [Архівовано 2 квітня 2018 у Wayback Machine.]
- Міжнародний науковий журнал «Бізнес-етика та лідерство»(«Business Ethics and Leadership») [Архівовано 24 квітня 2019 у Wayback Machine.]
- Міжнародний науковий журнал «Соціально-економічні виклики» («SocioEconomic Challenges») [Архівовано 25 квітня 2019 у Wayback Machine.]
- Журнал «Фінансові ринки, інституції та ризики» («Financial Markets, Institutions and Risks») [Архівовано 25 квітня 2019 у Wayback Machine.]
- Вісник СумДУ. Серія Економіка («Herald SSU. Economics series») [Архівовано 5 червня 2018 у Wayback Machine.]
- Науковий журнал тематичних досліджень з правових питань «Правові горизонти» («Legal Horizons»)
- «Філологічні трактати» («Fìlologìcal Treatises») [Архівовано 25 квітня 2019 у Wayback Machine.]
- Науковий фаховий журнал із соціальних комунікацій «Образ» («Obraz») [Архівовано 25 квітня 2019 у Wayback Machine.]
- Журнал «Сумська старовина» («Sumsʹka starovina») [Архівовано 25 квітня 2019 у Wayback Machine.]
- «Сумський історико-архівний журнал» («Sumy Historical and Archival Journal») [Архівовано 25 квітня 2019 у Wayback Machine.]
- Журнал «Світогляд, філософія, релігія»  («Worldview — Philosophy — Religion») [Архівовано 3 травня 2019 у Wayback Machine.]
- Міжнародний електронний науковий журнал «Управління економічними процесами» («Economic Processes Management») [Архівовано 1 серпня 2019 у Wayback Machine.]

## Підтримка стартапів
Стартап-центр «New Generation» [Архівовано 19 квітня 2019 у Wayback Machine.]
Стартап-центр СумДУ сприяє розвитку бізнес-ідей та інноваційних проектів:
- проведення навчальних семінарів, тренінгів, ділових ігор за участі підприємців;
- організація презентацій, краштестів, мозкових штурмів;
- підтримка участі у всеукраїнськіх та міжнародних конкурсах;
- розвиток партнерства та менторства з провідними стартап-проектами, стартап-хабами, інвестиційними фондами.

## Соціальне обличчя СумДУ
- Координаційний центр гуманітарної політики:

Центр досліджень регіональної безпеки [Архівовано 22 липня 2019 у Wayback Machine.]
Центр Європейської та Євроатлантичної інформації
Гендерний ресурсний центр [Архівовано 8 квітня 2019 у Wayback Machine.]
Центр підтримки сім'ї [Архівовано 25 квітня 2019 у Wayback Machine.]
Центр соціально-гуманітарних аспекпів регіональних досліджень [Архівовано 8 квітня 2019 у Wayback Machine.]
- Волонтерський рух [Архівовано 19 квітня 2019 у Wayback Machine.]
- Університет дружній до сім'ї [Архівовано 25 квітня 2019 у Wayback Machine.]
- Стипендіальне забезпечення студентів [Архівовано 19 квітня 2019 у Wayback Machine.]
- Психологічна служба [Архівовано 19 квітня 2019 у Wayback Machine.]
- Психологічна допомога у надзвичайних ситуаціях [Архівовано 19 квітня 2019 у Wayback Machine.]

## Освітні програми
У СумДУ ведеться прийом за 55 спеціальностями з 23 галузей знань.

## Міжнародні зв'язки
Університет є підписантом Великої Болонської Хартії Університетів та Талуарської декларації, членом Міжнародної асоціації університетів, Європейської асоціації університетів, Асоціації економічних університетів Південної та Східної Європи та регіону Чорного моря, Міжнародної обсерваторії IREG з академічних рейтингів та кваліфікацій, Мережі інститутів міжнародної освіти та інших міжнародних організацій.
Сумський державний університет співпрацює з більш ніж 280 партнерами із 50 країн світу, зокрема США, Великої Британії, Німеччини, Австрії, Франції, Бельгії, Швеції, Польщі, Литви, Болгарії, Чехії, Словаччини, Румунії, Японії, Південної Кореї, Китаю та інших країн світу.
СумДУ є постійним партнером у спільних проектах в рамках міжнародних грантових програм Європейського Союзу (Erasmus+, Horizon 2020), Програми розвитку ООН, НАТО, DAAD, Американських рад, Британської Ради, двосторонніх наукових і дослідницьких проєктах, грантах приватних фондів. Університет реалізує більше 300 грантів щороку. За останні 5 років обсяг дослідницької роботи в рамках міжнародних грантових проєктів збільшився у 20 разів.
Університет активно реалізує довгострокові та короткострокові програми міжнародної академічної мобільності студентів, аспірантів, наукових та науково-педагогічних працівників з потужною стипендіальною і грантовою підтримкою та з активним використанням технологій трансферу і визнання отриманих результатів.
Сумський державний університет є побратимом Ліверпульського університету в рамках проєкту «Ініціатива Єднання», що передбачає співпрацю ЗВО України та Великої Британії. Напрямки співпраці університетів: спільна реалізація освітніх програм, академічні обміни та програми академічної мобільності, спільні наукові дослідження, доступ до сучасних лабораторій, онлайн-курсів та інших ресурсів для здобувачів освіти, викладачів і науковців.

## СумДУ під час повномасштабної війни
12 березня неподалік від СумДУ ворожа авіація скинула 5 бомб, через що постраждало більше 100 вікон університету. Співробітники разом зі студентами оперативно ліквідували наслідки бомбардувань. Надалі університет продовжує працювати.
На території СумДУ розташовані бомбосховища для містян та жителів районів. Сум'яни, які живуть недалеко від корпусів університету (а їх близько 40), мають змогу прийти до початку комендантської години і ночувати у сховищах університету.

### Забезпечення продуктами
Комплекс громадського харчування університету допомагав забезпечувати продуктами іноземних студентів у перші дні повномасштабного вторгнення. Тепер комплекс громадського харчування СумДУ займається випіканням хліба та іншої продукції для потреб ТрО та інших категорій населення.

### Інформаційний спротив
З 24 лютого співробітники підготували та розіслали іноземним партнерам більше 2000 адресних листів з правдивою інформацією про війну в Україні.
Студенти регулярно записують та публікують у соціальних мережах відео, де розповідають правду про російське вторгнення.
Представники СумДУ спілкуються із закордонними медіа. Вже більше 100 ЗМІ розповіли про те, як іноземні студенти з різних країн залишились в оточеному місті Суми.
Усі соціальні мережі університету працюють на повну –– інформують людей за кордоном, а також намагаються підтримувати всіх українців патріотичним контентом, порадами психологів та медиків.
Студенти-медики організували вебінар з надання першої медичної допомоги, а студенти-психологи проводять серію вебінарів з психологічної стійкості.
Студенти та співробітники є учасниками руху донорів крові, що також активно висвітлюється на сторінках СумДУ в соціальних мережах.

### Підтримка іноземних студентів
З понад 2000 іноземних студентів СумДУ 24 лютого в Сумах перебувало близько 1700 осіб, які не змогли самостійно виїхати до початку бойових дій.
Університет забезпечив студентів продуктами харчування та товарами першої необхідності, обладнав гуртожитки безпечними укриттями для розміщення всіх студентів у разі нанесення бомбових ударів. Крім того підвозили продукти та воду, коли після бомбардування у районах розміщення гуртожитків були проблеми з водопостачанням. Також студентів весь час підтримували адміністрація, викладачі та інші студенти, тривали перемовини з посольствами країн.
Після бомбового удару по об'єктам критичної інфраструктури міста, коли на певний час зникли електрика, вода, опалення та зв'язок, адміністрація університету організувала встановлення додаткових автономних генераторів.
8 березня був погоджений перший «зелений коридор». Розпочалася евакуація й іноземні студенти поїхали в першу чергу. Усі 1700 студентів СумДУ безпечно доїхали спершу до Полтави, а потім до західної України, де немає активних бойових дій. Звідти вже студенти за сприяння посольств їх країн виїхали за межі України.

## Подкасти СумДУ
- Проєкт «Основа Всесвіту: Подкасти про фундаментальну науку»Генеральна Асамблея Організації Об'єднаних Націй оголосила 2022 рік Міжнародним роком фундаментальних наук для сталого розвитку. Тож університет започаткував серію підкастів, у яких провідні науковці розказують про наукові школи, представниками яких вони є, найбільші досягнення та перспективи їх роботи. Загалом заплановано 11 випусків.
- Англомовний проєкт подкастів «Higher education in Ukraine»Кожен випуск з проєкту присвячений окремому напрямку діяльності університету: організації освітнього процесу, особливостям навчання за різними спеціальностями, співпраці з міжнародними партнерами, тощо. Героями подкасту є викладачі, науковці та студенти СумДУ.  Вони розповідають про актуальні напрямки наукових досліджень, інноваційні технологічні рішення, міжнародні грантові програми та цікаві освітні проєкти. Запрошені гості співпрацюють з закордонними виданнями та університетами і надають поради молодим науковцям і студентам, які розпочинають свій шлях.

## Визнання
- 2025 — один із 61 українських ВНЗ у списку найкращих університетів світу за версією SCImago Institutions Rankings (Іспанія)[7]

## Співпраця з Вікімедіа
Сумський державний університет — перший університет, що почав співпрацювати з ГО «Вікімедіа Україна». Підписано договір про співпрацю.